# Tipula (Lunatipula) subrecticornis argyrea
Tipula (Lunatipula) subrecticornis argyrea is een ondersoort van de tweevleugelige Tipula (Lunatipula) subrecticornis uit de familie langpootmuggen (Tipulidae). De ondersoort komt voor in het Palearctisch gebied.